# قرص الوسائط العام
قرص الوسائط العام (بالإنجليزية: Universal Media Disc)‏ ويعرف اختصارًا باسم "UMD" هو قرص بصري طورته شركة سوني اليابانية لأجل جهاز الألعاب المحمول والوسائط الخاص بها بي اس بي. يمكن لهذا القرص أن يحمل حتى 1.8 جيجابايت من البيانات كالألعاب والموسيقى والواسائط الأخرى.